# 那須泰斗
那須 泰斗（なす たいと、1999年9月28日 - ）は、日本の俳優、モデル。東京都出身。エーライツ所属営業一部所属。

## 来歴
2016年、"日本一のイケメン高校生"を決めるミスターコンテスト 男子高生ミスターコン2016-2017 に応募し、関東準グランプリに選出され2016年12月18日に開催された全国ファイナル審査で準グランプリを獲得した。
2017年1月〜2017年10月（休刊）、三栄書房『Samurai ELO』に専属モデルに抜擢される。
2017年1月、角川春樹事務所『Popteen』メンズレギュラーモデル専属モデルに抜擢される。
2017年1月、人気美容室「OCEAN TOKYO」専属モデルに抜擢される。
2017年4月、恋愛リアリティーショー AbemaTV『オオカミくんには騙されない♥』に出演し、Popteenモデルのなちょすと見事カップルが成立。
2017年5月、AbemaTV『ゴシップジェネレーション』にレギュラー出演。
2017年9月、KADOKAWA『ミレニアルズ』の裏表紙に本田響也と共に出演。
2017年12月1日発売の角川春樹事務所『Popteen』にて彼女のなちょすと共にカップルで初表紙に抜擢。
2018年3月、関西コレクション2018A/Wに出演。

## 人物
- 趣味はラーメン屋巡り[1]。
- 特技は話すと自然と場の雰囲気が良くなること[1]。
- 姉と弟の3人兄弟である[要出典]。
- 少年時代から落ち着きがないと言われている[要出典]。
- いじられキャラ[要出典]。
- 少年時代は野球チームに入っていた[要出典]。

## 出演

### ウェブ番組
- オオカミくんには騙されない♥（2017年2月18日 ‐ 4月1日、AbemaTV）
- ゴシップジェネレーション（2017年5月 - 2018年3月、AbemaTV）
- 渋谷オルガン坂生徒会（2019年7月～DHCテレビジョン）

### テレビドラマ
- パーフェクトワールド 第2話（2019年4月23日、関西テレビ・フジテレビ）
- 都立水商! 〜令和〜 第1話（2019年5月6日、MBS / 2019年5月8日、毎日放送・TBS）
- 田園ボーイズ第3話（2020年1月20日、テレビ神奈川） - 輝 役
- ゴシップ#彼女が知りたい本当の○○ 第8話（2022年2月24日、フジテレビ） - 学生 役
- 高良くんと天城くん（2022年8月19日 - 10月14日、MBS） - 山崎 役[8]
- 天使の耳～交通警察の夜（2023年3月20日、NHK BS4K） - 中井春平 役
- キス×kiss×キス〜LOVE ⅱ SHOWER〜「秘密のキス」「発熱キス」（2023年放送予定、テレビ東京） - 佳祐 / 光輝 役[9]

### MV
- BUZZ LA ZARU O EMAI『LINE（即興）』（2020年2月12日、LINE RECORDS）

## 作品

### 連載
- Samurai ELO（2017年1月 - 10月、三栄） - 専属モデル
- Popteen（2017年 、角川春樹事務所） - メンズモデル